# Alberche

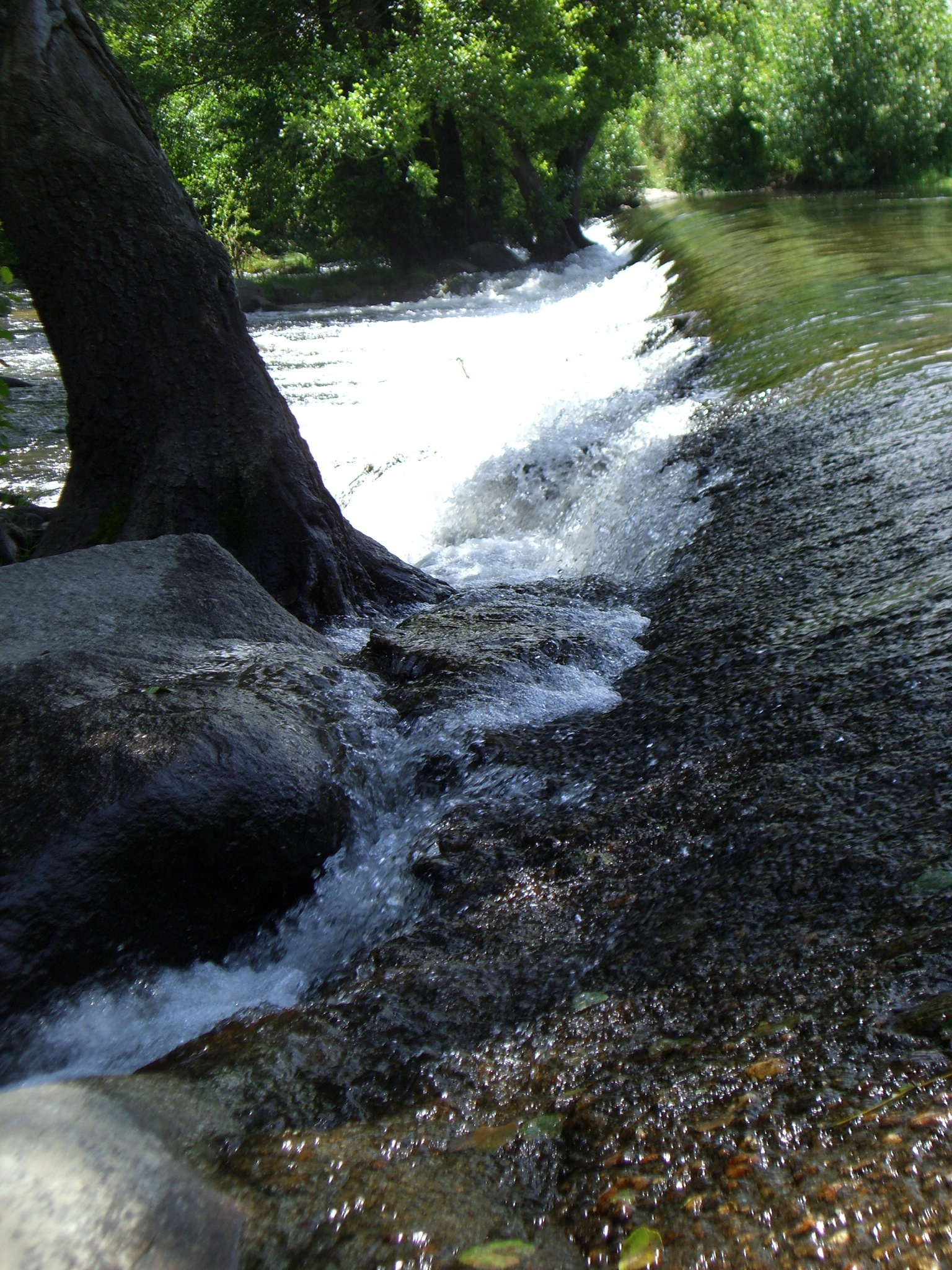
El riu, a l'altura de Navaluenga (Àvila).

El Alberche és un riu espanyol que discorre per les comunitats autònomes de Castella i Lleó, Madrid i Castella-la Manxa. Neix en el vessant sud de la Serra de Villafranca, pertanyent al Sistema Central. Després d'un trajecte de 177 km, desemboca per la dreta en el Tajo, a l'altura de Talavera de la Reina (Toledo).
Està regulat en els embassaments de Burguillo i Charco del Cura (Àvila); San Juan y Picadas (Madrid); i Cazalegas (Toledo). Entre els seus principals afluents es troben el Cofio i el Perales.

## Curs
El Alberche, el nom del qual podria provenir del vocable àrab al-birka, que significa «estany», presenta un fort estiatge, característica comuna a tots els rius que neixen del vessant meridional del Sistema Central. En el plànol geològic, serveix de frontera entre les serres de Gredos i de Guadarrama.
Aquest riu posseeix un recorregut singular, en forma d'angle recte invertit, a conseqüència del colze de captura provocat pel riu Perales, que li tributa dins del municipi madrileny d'Aldea del Fresno. Des del seu naixement fins a la citada localitat flueix en adreça oest-aquest, per després girar bruscament cap al sud, rumb que manté fins a la seva desembocadura.